# Place du Marché-aux-Fruits
La place du Marché-aux-Fruits, est un lieu public de la ville de Colmar, en France.

## Situation et accès
Cette place publique est située dans le quartier centre.
On y accède par la Grand-Rue, les rues des Tanneurs et du Conseil-Souverain.
Cette place n'est pas desservie par les bus de la TRACE.